# Józef Krzyworzeka
Józef Marek Krzyworzeka (ur. 23 marca 1952 w Krakowie) – polski polityk, zootechnik i samorządowiec, poseł na Sejm IV kadencji, starosta krakowski.

## Życiorys
Ukończył studia na Wydziale Zootechnicznym Akademii Rolniczej w Krakowie. Od 1978 do 1980 należał do Polskiej Zjednoczonej Partii Robotniczej. W latach 1995–1996 pełnił funkcję zastępcy wójta, a następnie do 2004 był wójtem gminy Zabierzów. Należał do Stronnictwa Konserwatywno-Ludowego, później był związany z Platformą Obywatelską.
W 2004 objął mandat posła IV kadencji z okręgu krakowskiego, zastępując w parlamencie Bogdana Klicha. W 2006 został radnym i następnie starostą powiatu krakowskiego. W 2010 uzyskał reelekcję do rady powiatu z listy Porozumienia Podkrakowskiego, po czym ponownie został powołany na urząd starosty. Zarówno mandat radnego, jak i stanowisko starosty utrzymał po wyborach w 2014. W 2009 prokurator przedstawił mu zarzuty złożenia fałszywego oświadczenia majątkowego poprzez rzekome zatajenie dochodów w jednej z krakowskich spółek, został też oskarżony o nieprawidłowości dotyczące podatków. W 2017 w wyniku uprawomocnienia się w tej sprawie wyroku skazującego utracił stanowisko starosty i mandat radnego.

## Odznaczenia
W 2012 został odznaczony Złotym Medalem za Długoletnią Służbę, a w 2015 uhonorowany Odznaką Honorową za Zasługi dla Samorządu Terytorialnego.